# Iğdır (tartomány)
Iğdır tartomány Törökország délkeleti részén található. Szomszédos tartományok: Ağrı délnyugaton és Kars északnyugaton. Központja Iğdır városa.

## Közigazgatás
Négy körzetre (ilcse) oszlik: Aralık, Iğdır, Karakoyunlu, Tuzluca.

## Külső hivatkozások
- Iğdır tartomány honlapja angolul